# Фалуда
Фалуда — популярный традиционный десерт в Индии, Пакистане, Афганистане и Бангладеш.

## Описание
Происходит от персидского десерта фалуде, представляющего собой замороженные нити из крахмала типа вермишели, политые сверху розовой водой. В отличие от персидского фалуде, индийская фалуда — это холодный сладкий напиток, где розовая вода и вермишель смешаны с молоком, кусочками желе и семенами сладкого базилика.

## История
Считается, что десерт фалуда был создан в Индии на основе фалуде в XVI—XVIII веках, во времена империи Великих Моголов. Региональные варианты десерта сформировались при дворах мусульманских правителей в Хайдарабаде и других местах.

## Современность
На сегодняшний день фалуда имеет множество разновидностей, как традиционных региональных, так и модернизированных. В Бангладеш в фалуду добавляют экстракт растения пандан (разновидность Pandanus amaryllifolius), фисташки, саго, кокосовые сливки и манго. В Малайзии и Сингапуре похожий напиток называют бандунгом. Маврикийская версия, попавшая на остров вместе с иммигрантами из Индии, называется алуда. Сходный напиток, но с более толстой вермишелью пьют курды в Ираке.
Существует версия, что рецепт фалуды повлиял на создание современного восточноазиатского баббл-чая, распространившегося затем по всему миру.
В XXI веке фалуду нередко подают в пластиковых стаканчиках; также напиток могут украсить шариком мороженого.

## Галерея

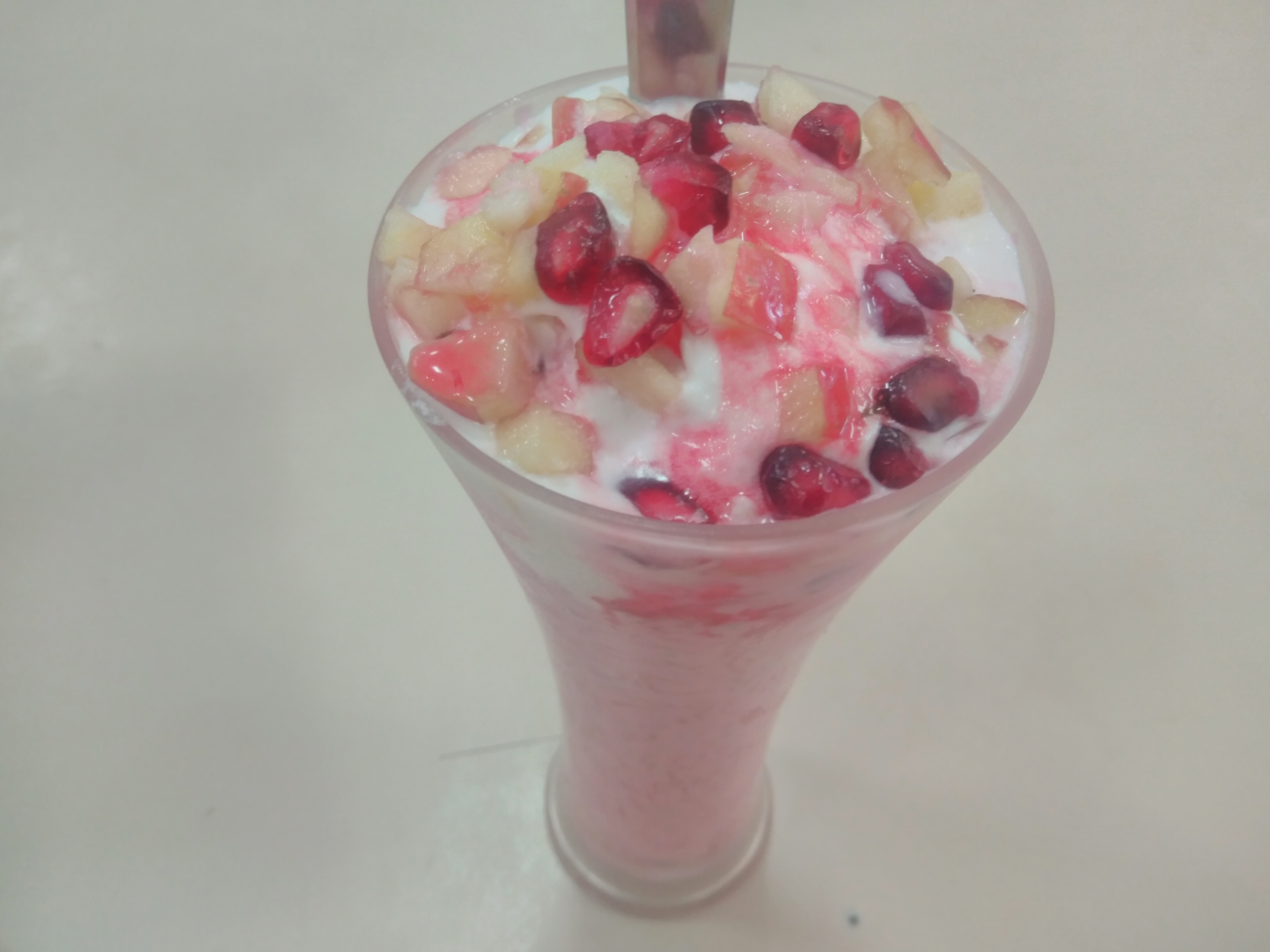
Фалуда с фруктами
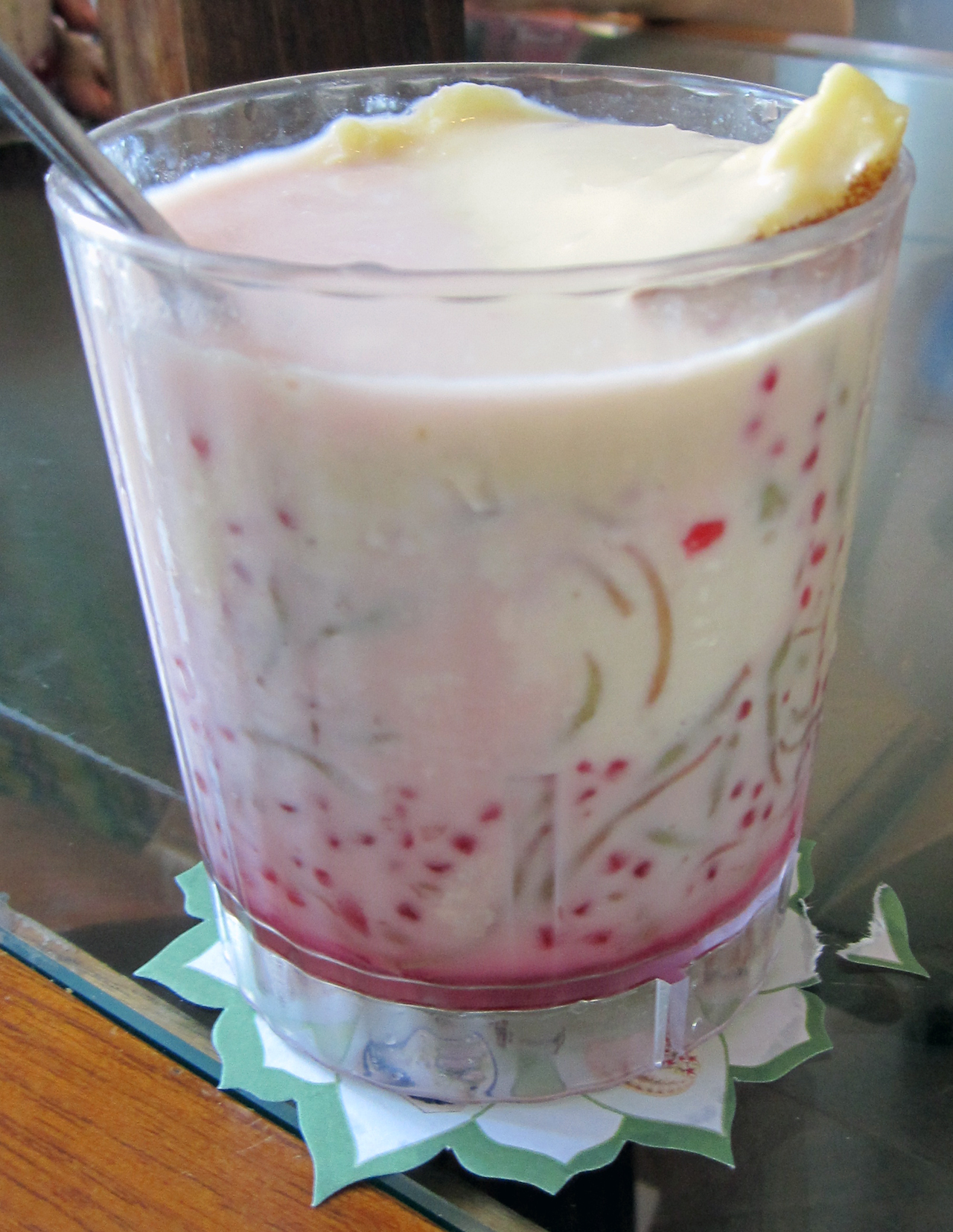
Фалуда в Мьянме
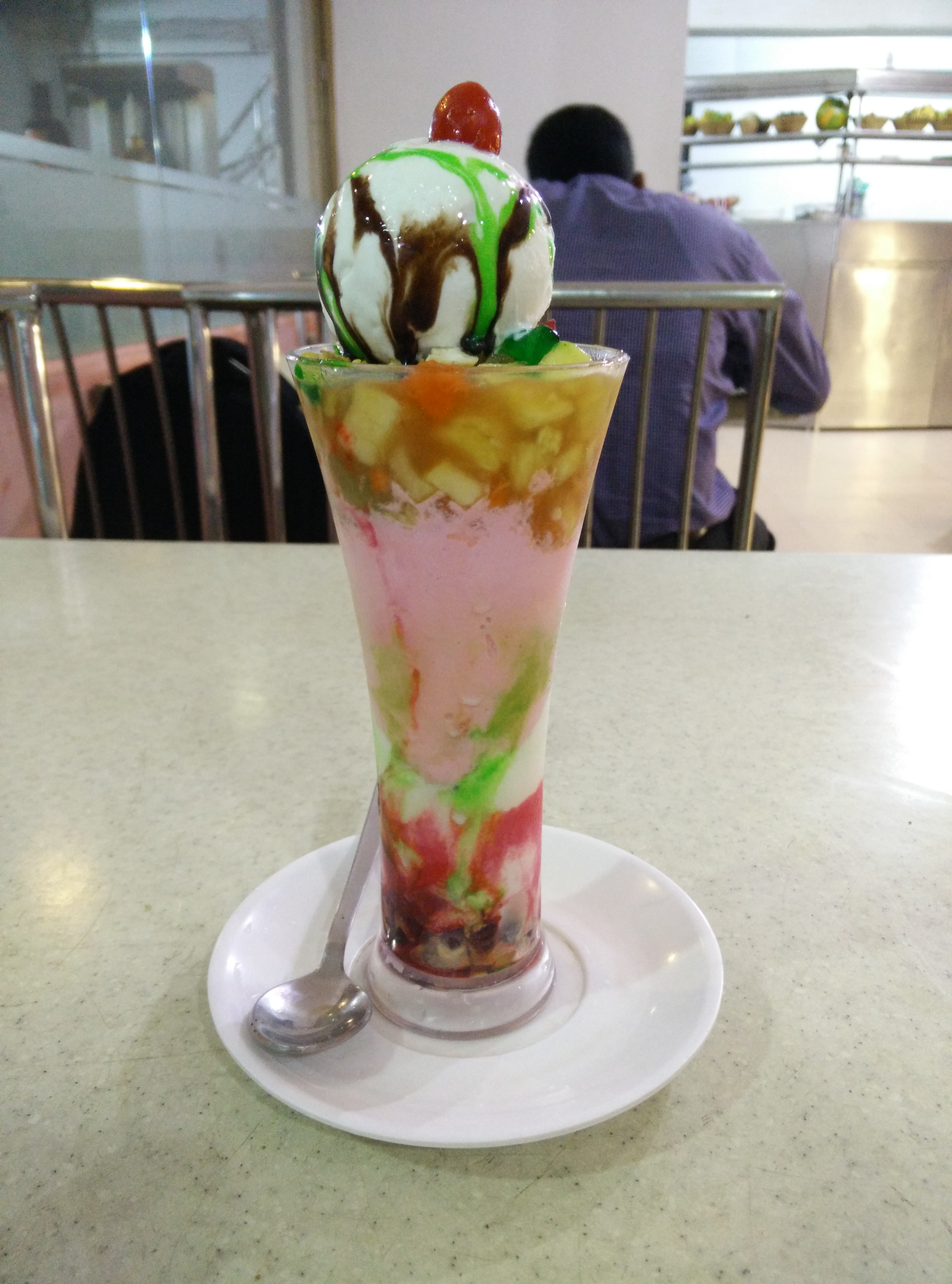
Фалуда с фруктами, орехами и мороженым
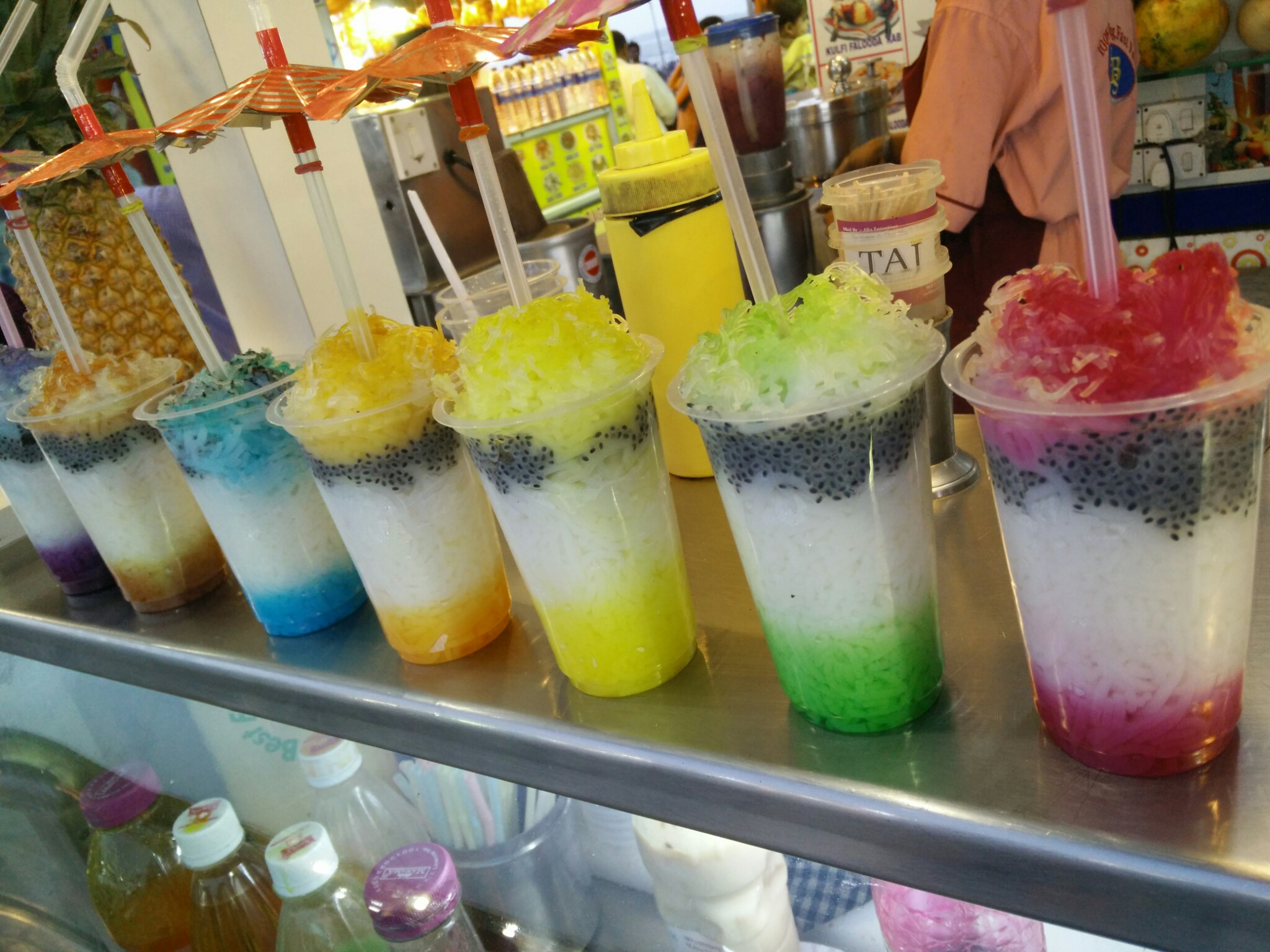
Осовремененная версия фалуды в Мумбаи, Индия
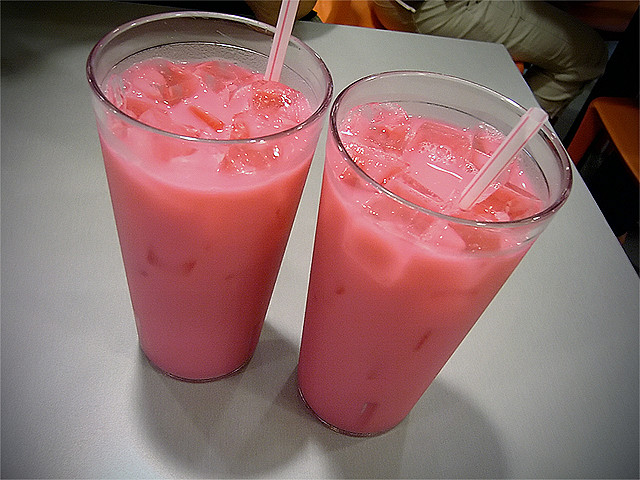
Сингапурский бандунг. Розовый цвет связан с добавлением в молоко розовой воды.